# Сантандерский собор
Кафедральный собор Сантандера или Собор Успения Пресвятой Девы Марии (исп.  Catedral de Nuestra Señora de la Asunción de Santander) — собор римско-католической церкви в городе Сантандер, Испания. В храме размещены мощи святых Эметерия и Селедония, являющихся покровителями города, и могила Марселино Менендеса-и-Пелайо. Построен в готическом стиле.

## История
История собора начинается с IX века, когда на холме Соморростро было построено аббатство Святых Тел, в церковь которого перенесли мощи святых Эметерия и Селедония, католических мучеников, по легенде погибших за свою веру во времена гонений Диоклетиана.
Начало строительства нижней церкви датируется XII веком. В 1131 году аббатская церковь получила статус коллегиальной, а после того, как король Альфонсо VIII даровал Сантандеру фуэрос (1187), начались работы по реконструкции церкви.
Строительство верхней части Сантандерского собора велось с конца XII века и закончилось в начале XIV века, когда был построен клуатр с традиционным колодцем в центре. В XVI и XVII веках храм также неоднократно расширялся, в это время были построены многочисленные капеллы.
В 1754 году, в связи с учреждением папой Бенедиктом XIV новой Сантандерской епархии, коллегиальная церковь получила статус кафедрального собора, став резиденцией епископа.
В конце XIX—середине XX века собор неоднократно разрушался: сначала от взрыва динамита на борту корабля Кабо Мачичако (1893), затем от пожара 1941 года, когда храм так сильно пострадал, что его восстанавливали почти десять лет — с 1942 по 1953 год.

## Особенности
Сантандерский собор можно разделить на верхнюю и нижнюю части и клуатр.
- Нижняя часть — нижняя церковь или крипта, представляющая собой трёхнефное сооружение с апсидой, размером 31 метр в длину и 18 метров в ширину. Построена в XIII веке и известна как Iglesia del Cristo (исп.)
- Верхняя часть — трёхнефная базилика в готическом стиле с многочисленными капеллами. Одной из достопримечательностей является портал, украшенный гербом Королевства Леона и Кастилии, считающимся одним из старейших изображений данного символа.
- Клуатр — крытая обходная галерея с фонтаном в центре, в которой раньше размещался апельсиновый сад[3].

## Галерея
|               |                        |        |                                        |
| Крипта собора | Центральный неф собора | Клуатр | Реликварии святых Эметерия и Селедония |